# Rüdershausen
Rüdershausen è un comune di 914 abitanti della Bassa Sassonia, in Germania.
Appartiene al circondario (Landkreis) di Gottinga (targa GÖ) ed è parte della comunità amministrativa (Samtgemeinde) di Gieboldehausen.